# Manjarivolo andohahelicus
Manjarivolo andohahelicus är en skalbaggsart som beskrevs av Renaud Maurice Adrien Paulian 1974. Manjarivolo andohahelicus ingår i släktet Manjarivolo och familjen Aulonocnemidae. Inga underarter finns listade i Catalogue of Life.